# Perspectives on Medical Education
Perspectives on Medical Education é um periódico médico revisado por pares, publicado bimestralmente pela Netherlands Association of Medical Education (NVMO). Sua missão é apoiar e enriquecer a rede colaborativa de estudo entre pesquisadores de educação médica e promover novos conhecimentos sobre práticas de educação clínica. Refletindo essa missão, a revista publica pesquisas originais decorrentes de colaborações acadêmicas entre médicos, professores e pesquisadores e fornece recursos para desenvolver a capacidade da comunidade de conduzir essa pesquisa colaborativa. É um revista open access, que encoraja os atuores a utilizarem preprints.

## História
A revista foi fundada em 1982 como Netherlands Journal of Medical Education e foi inicialmente publicada em holandês. Em 2012, a revista ampliou seu escopo, transformando-se em uma revista em língua inglesa e mudando seu nome para Perspectives on Medical Education.

## Indexação
A revista é indexada nas seguintes bases de dados:
- PubMed[3]
- MEDLINE
- PubMed Central
- OCLC
- Web of Science
- Scopus
- Directory of Open Access Journals
- ProQuest Central
- EBSCO Academic Search